# Creu de terme de Salo
La Creu de terme de Salo és una creu de terme de Sant Mateu de Bages (Bages) situada a l'entrada del poble de Salo, prop del pas de l'antic camí i actual carretera.
Consta d'una grada de pedra, que sembla antiga, mentre que el fust i la creu, de pedra igual que la grada però amb un tipus de talla més moderna, són una reconstrucció posterior a la Guerra Civil. La grada té dos graons més un pedestal més alt, de forma cúbica. El fust és de secció octogonal i la creu és simple, amb les astes de secció rectangular. En un medalló central té sengles inscripcions, una a cada cara. A la cara est: els símbols Alfa i Omega junt a un crismó. A la cara oest: 2ª Re 1995.